# Міноносці типу 1939
Міноносці типу 1939, які союзники часто називали клас «Ельбінг», були групою з 15 міноносців, які були побудовані для Крігсмаріне нацистської Німеччини під час Другої світової війни.

## Конструкція
Міноносці типу 1939, на відмін від призначених виключно для торедних атак міноносців попередніх типів 1935 та 1937 і малоефективних у інших ролях, мали збільшені розміри, більш потужну артилерію, що зробило їх багатоцільовими кораблями. Водночас вони також покладалися на ненадійні котли високого тиску, які встановлювалися на попередніх проєктах. Водночас завдяки розмішенню частин рушія у розділених відсіказ знизився ризик знерухомлення корабля від одного влучання.

## Історія служби
Перші вісім кораблів, які були добудовані, були наравлені в західну Францію парами одразу після завершення навчань екіпажів, з кінця 1942 до початку 1944 року. Їм було доручено супроводжувати конвої, проривачів блокади та підводні човни через Ла-Манш і Біскайську затоку. Кораблі також встановлювали мінні поля. Невдовзі після прибуття першої пари вони потопили британський крейсер і ескортний міноносець без втрат і пошкоджень у битві при Септ-Ілі в жовтні 1942 року. Понад рік потому три кораблі були потоплені британськими крейсерами в битві в Біскайській затоці в грудні 1943 року. Під час бою 26 квітня 1944 року та наступних операцій союзні сили перехопили три міноносці типу 1939, два з яких було втрачено, хоча ціною втрати канадського есмінця. З двох міноносців цього типу, які залишилися у Франції на момент коли союзники вторглися в Нормандію (операція «Нептун») 6 червня, один корабель допоміг потопити норвезький есмінець перед тим, як втекти до Німеччини, а інший був потоплений винищувачами-бомбардувальниками в серпні.
Усі решта міноносців типу 1939 з квітня 1944 року відправили в Балтійське море, де вони супроводжували конвої, закладали міни та забезпечували морську вогневу підтримку силам та операціям країн Осі. Один корабель був потоплений радянськими військами під час підтримки фінських операцій у Фінській затоці в червні, три були потоплені в серпні, коли вони випадково потрапили на раніше встановлене німецьке мінне поле, коли вони намагалися закласти нове, а ще одне затонуло після наїзду на міну під час артилерійської підготовки в листопаді. Тип 39 почали бомбардування радянських позицій у жовтні під час радянської десантної операції в Моонзунді, коли німці почали евакуацію з островів поблизу західного узбережжя Естонії, і вони продовжували робити це до кінця війни, часто разом з крейсерами. У травні, коли крах Німеччини був неминучий, їх основним завданням стала евакуацію людей із районів, яким загрожували наступаючі радянські війська, і вони допомогли врятувати сотні тисяч осіб перед капітуляцією Німеччини. За цей час радянська авіація потопила один з міноносців.

#### Після 1945
Чотири міноносці типу 1939 пережили війну і були конфісковані союзниками як воєнні репарації. Військово-морські сили Сполучених Штатів короткий час оцінювали один корабель, перш ніж передати його французам у 1947 році як донора запасних частини для їхньої пари, яку французький флот зберігав на озброєнні до 1954–1955 років. Радянський Союз використовував власний корабель приблизно до того ж часу, перш ніж його списали на металобрухт у 1956 році.